# آی‌پد پرو (نسل هفتم)
آی‌پد پرو (نسل هفتم) (به انگلیسی: iPad Pro 7th generation) نسل جدیدی از ایپد های سری پرو می باشد که به عنوان یک دستگاه کاربری  حرفه ای شناخته می شود. این ایپد نسبت به نوع سری های قبل(نسل ۶ و یا کمتر) حرفه ای تر و قدرتمند تر ساخته شده است که سازنده سری های این دستگاه ها شرکت اپل می باشد.
طراحی این ایپد ها نسبت به سری قبل خود نازک تر شده و وزن آن سبک تر شده است. تراشه CPU پردازه این ایپد M4 می باشد، مقدار حافظه داخلی این ایپد ها ۲۵۶ گیگابایت تا ۲ ترابایت ساخته شده است. صفحه نمایش آنها OLED است و در حال حاضر در سایز های ۱۱ و ۱۳ اینچ موجود هستند. سیستم عامل اصلی این ایپد ها در حال حاضر IPadOS 18.2 می باشد. ایپد پرو های نسل جدید همانند نسل های قبل خود قابل وصل بر Magic Keyboard را دارند و می توان از آنها به عنوان لب تاپ کاری استفاده نمود. همچنین این ایپد ها قابلیت وصل بر «اپل پنسل پرو» را هم دارند.

## دوربین

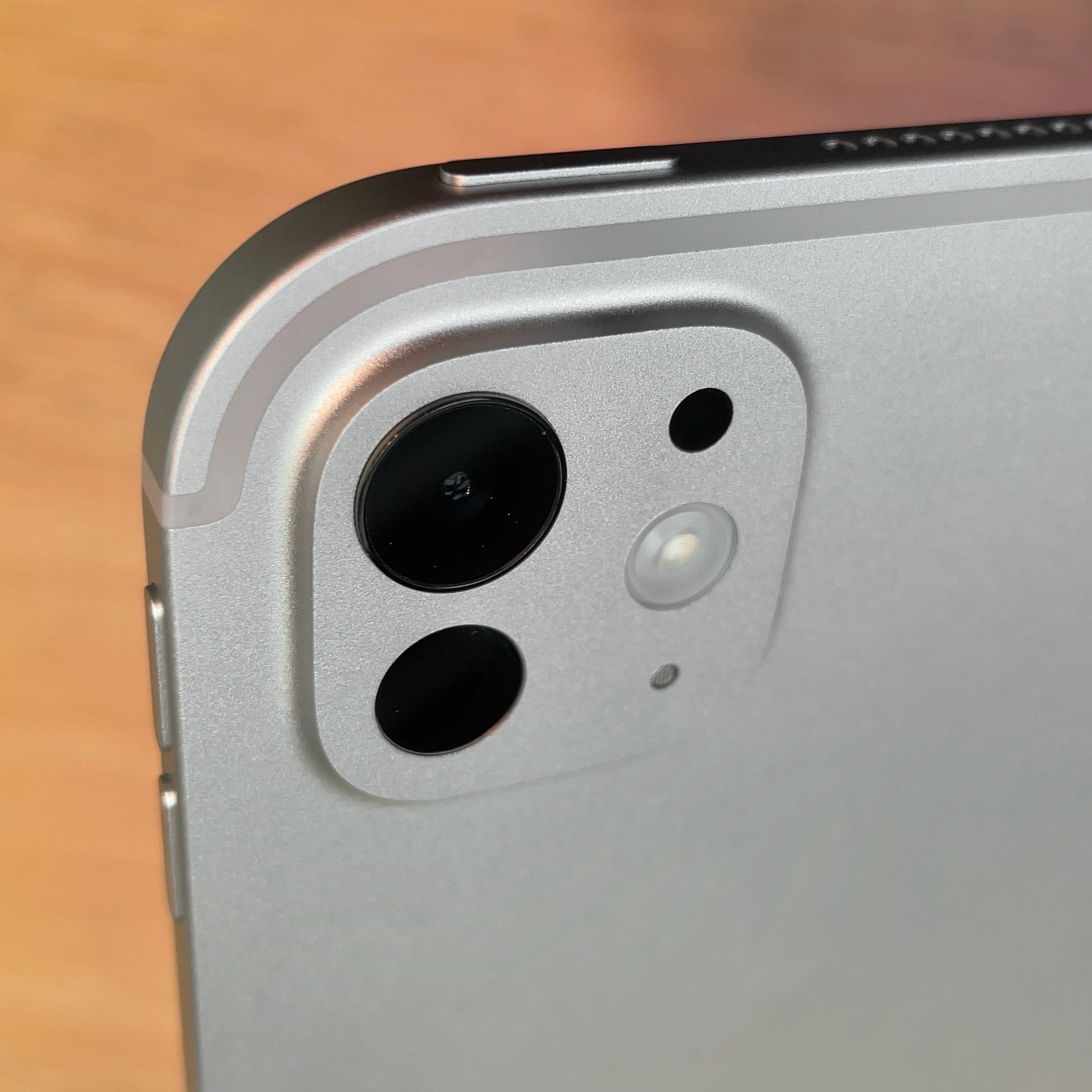
دوربین های ایپد پرو M4

دوربین های آیپد پرو نسل جدید حالتی قائم و هم راستا دارد و دوربین بالایی آن بزرگتر شده است. دوربین اصلی ۱۲ مگاپیکسل و دوربین دوم آن ۱۰ مگاپیکسلی است همچنین امکان فیلمبرداری ۵۹ فریمی (حدود ۶۰ فریم) در هر ثانیه فیلم 4k را نشان میدهد.

## مجموعه
- آی‌پد پرو